# Comuna Giera, Timiș
Giera este o comună în județul Timiș, Banat, România, formată din satele Giera (reședința), Grăniceri și Toager.

## Demografie
Componența etnică a comunei Giera
     Români (61,72%)
     Maghiari (12,73%)
     Romi (8,66%)
     Sârbi (4,07%)
     Alte etnii (0,27%)
     Necunoscută (12,56%)
Componența confesională a comunei Giera
     Ortodocși (65,08%)
     Romano-catolici (13,53%)
     Ortodocși sârbi (4,51%)
     Penticostali (1,5%)
     Alte religii (1,33%)
     Necunoscută (14,06%)
Conform recensământului efectuat în 2021, populația comunei Giera se ridică la 1.131 de locuitori, în scădere față de recensământul anterior din 2011, când fuseseră înregistrați 1.239 de locuitori. Majoritatea locuitorilor sunt români (61,72%), cu minorități de maghiari (12,73%), romi (8,66%) și sârbi (4,07%), iar pentru 12,56% nu se cunoaște apartenența etnică. Din punct de vedere confesional, majoritatea locuitorilor sunt ortodocși (65,08%), cu minorități de romano-catolici (13,53%), ortodocși sârbi (4,51%) și penticostali (1,5%), iar pentru 14,06% nu se cunoaște apartenența confesională.

## Politică și administrație
Comuna Giera este administrată de un primar și un consiliu local compus din 9 consilieri. Primarul, Radu-Ionel Vicol[*], de la Partidul Social Democrat, este în funcție din 2016. Începând cu alegerile locale din 2024, consiliul local are următoarea componență pe partide politice:
|  | Partid                                 | Consilieri | Componența Consiliului | Componența Consiliului | Componența Consiliului |
|  | -------------------------------------- | ---------- | ---------------------- | ---------------------- | ---------------------- |
|  | Partidul Social Democrat               | 3          |                        |                        |                        |
|  | Partidul Național Liberal              | 3          |                        |                        |                        |
|  | Uniunea Salvați România                | 1          |                        |                        |                        |
|  | Uniunea Democrată Maghiară din România | 1          |                        |                        |                        |
|  | Partidul Puterii Umaniste              | 1          |                        |                        |                        |

## Legături externe

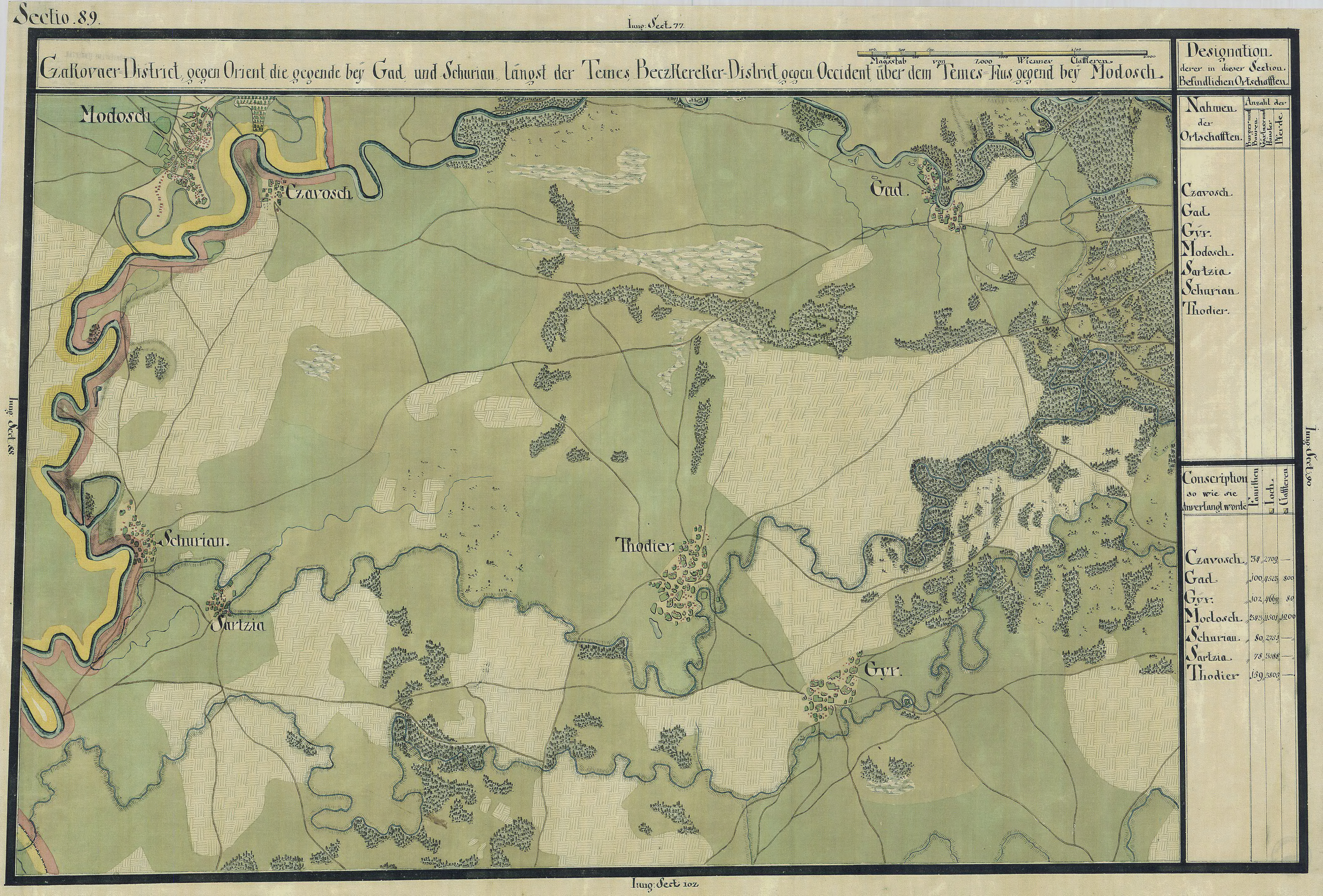
Giera în Harta Iosefină a Banatului, 1769-72